# Varetz
Varetz település Franciaországban, Corrèze megyében. Lakosainak száma 2436 fő (2022. január 1.). Varetz Allassac, Mansac, Saint-Pantaléon-de-Larche, Saint-Viance, Ussac és Yssandon községekkel határos.

## Népesség
A település népessége az elmúlt években az alábbi módon változott:
| Lakosok száma | 1123 | 1643 | 1851 | 2086 | 2316 | 2390 | 2425 | 2457 | 2495 | 2436 |
|               | 1968 | 1982 | 1990 | 2006 | 2013 | 2015 | 2017 | 2019 | 2020 | 2022 |